# 7126 Cureau
A 7126 Cureau (ideiglenes jelöléssel 1991 GJ4) a Naprendszer kisbolygóövében található aszteroida. Eric Walter Elst fedezte fel 1991. április 8-án.